# Aquiles Estaço
Aquiles Estaço (12 de Junho de 1524 Vidigueira – 28 de Setembro de 1581), Roma foi um humanista e escritor português, que viveu a partir de 1555 em Roma, onde foi secretário do papa. 

## Obra
Aquiles Estaço é nos dias de hoje conhecido sobretudo pelo seu longo comentário em latim à obra de Catulo, publicado em 1566 em Veneza. A obra existe em 33 bibliotecas italianas, um recorde para uma obra do sec. XVI.